# Domžale
Domžále (, v Domžalah) so mesto s 13.115 prebivalci in središče občine Domžale, ki je po številu prebivalcev (37.000) sedma največja slovenska občina. Ležijo južno od Kamniško-Savinjskih Alp in so upravno ter kulturno središče vzhodne Gorenjske. Nekdaj so bile znane kot satelitsko mesto Ljubljane, danes pa so športno mesto. Mestni predeli, nekdanje vasi, ki so se združile z Domžalami so mdr. Stob na zahodu, Mačkovci in Študa na jugu, Tabor na jugozahodu, zgrajena so bila tudi nova naselja, npr. domžaska četrt Bistra in nov center mesta ob Mestnem trgu, medtem ko so drugi deli sklenjenega poselitvenega območja Domžal ohranili samostojnost kot posebna naselja (Rodica, Vir, Količevo, Spodnje Jarše, Podrečje, Zaboršt, Prelog, Pšata, Depala vas, nekoliko južneje tudi Dragomelj itd.); skupaj z njimi imajo Domžale še najmanj 7.000 prebivalcev več, torej skupaj več kot 20.000 v strnjeni poselitvi.   

## Zgodovina

### Prazgodovina
Sodeč po arheoloških najdiščih v okolici, je bil kraj obljuden že v prazgodovini. V Babji jami so arheologi našli sledove ledenodobnega lovca, pragoveda, bobra, alpskega svizca in obroček iz kovine ter sledi oglja. Najdbe so stare približno 15.000 let.
Na Šumberku so našli kladivasto sekiro iz neolitika, v strugi Kamniške Bistrice pa tri kamnite sekire iz serpetina.
Pod Šumberkom so našli bronasto bodalo iz bronaste dobe.

### Zgodovina po našem štetju
Stari vek
V Grobljah so odkrili zidovje stare rimske postojanke. Našli so zlat kovanec rimskega cesarja Klavdija in tudi več srebrnih in bronastih kovancev. Pri prekopavanju ceste v Stobu so našli ostanke rimske ceste in izkopali dva rimska nagrobnika.
Srednji vek
V starih listinah se kraj prvič omenja sredi 13. stoletja. Med letoma 1200 in 1230 so nastale listine, kjer je omenjeno staro krajevno ime Domsseldorff. Od mnogih gradov danes stojijo le še grad Krumperk, grad Češenik in grad Črnelo. Na Goričici so še sledovi tabora okoli cerkve za obrambo pred turškimi vpadi.
Novi vek in slamnikarstvo
Zaradi ugodne prometne lege ceste Dunaj—Trst in lokalne železniške proge Ljubljana—Kamnik in vodne energije Kamniške Bistrice so se vasi Zgornje Domžale, Spodnje Domžale, Stob in Študa hitro pričele razvijati. Razmah so doživele v drugi polovici 19.stoletju z razvojem slamnikarstva, ki je iz obrtniške ravni prešel na industrijsko proizvodnjo, zgrajene so bile tovarne slamnikarstva s katerimi so upravljali predvsem Tirolci.

### Dvajseto stoletje
Prva svetovna vojna
26.julija 1914 je bila objavljena vojna napoved. Vojna z Italijo je na mesto zelo vplivala, saj ležijo ob cesti, ki je povezovala Avstro-Ogrsko s primorskimi bojišči. Po koncu vojne, leta 1918 je bila razglašena država SHS, Domžale je obiskal kralj Aleksander.
Trg Domžale
Slamnikarstvo je prineslo velik napredek in z združitvijo vasi Zgornje Domžale, Spodnje Domžale, Stob in Študa so leta 1925 nastale Domžale in bile razglašene za trg. Leta 1929 so dobile ulice.
Druga svetovna vojna
Nemška vojska je dne 11.aprila 1941 z letali bombardirala hiše, stanovanjsko poslopje, trgovino, opazovalni stolp in oddajnik radijske postaje v Domžalah, nakar je sledila kratkotrajna italijanska zasedba in nato nemška okupacija. Do konca druge svetovne vojne je bila v Domžalah ves čas prisotna močna okupatorjeva postojanka. Dne 3. 9. 1941 je okupator po akciji partizanov pri mostu čez Bistrico ustrelil 10 talcev.
Satelitsko mesto
Domžale so postale mesto šele 19. aprila leta 1952. Takrat je bilo središče mesta deljeno na Spodnje in Zgornje Domžale. Vedno bolj so dobivale podobo industrijskega kraja z zlasti močno kemično in tekstilno industrijo. Močno pa se je razvila tudi obrtna dejavnost. Največji uspeh je mesto doživelo v 80. letih, ko je postalo najbolj razvito mesto Slovenije in Jugoslavije, v času ko so zgradili bloke in stolpnice. Takrat je mesto dobilo novo, popolnoma spremenjeno podobo, vse stare hiše in vaški značaj so zamenjali bloki in beton. Zaradi močne navezanosti na Ljubljano, kjer je zaposlenih veliko prebivalcev in kjer prebivalci Domžal zadovoljujejo veliko mestnih potreb, imajo Domžale značaj satelitskega mesta.

### Po letu 1991
Vojna za samostojnost
Glavni boj za samostojno Slovenijo se je odvijal v okolici Domžal, v Trzinu in Mengšu. Jugoslovanska armada je 27. junija 1991 napadla barikade. Bombardirali so oddajnik radijske postaje, hiše in oklepnike.
Razpad velike občine
Po osamosvojitvi Slovenije so Domžale razpadle kot lokalni administrativni center velike občine, saj so se leta 1994 okoliška naselja kot središča novih občin Mengeš, Moravče in Lukovica odcepile od nje. Leta 1998 se je odcepil še Trzin.

## Geografija

### Lega
Domžale ležijo na južnem obrobju Kamniško-mengeškega polja. Mesto leži v Ljubljanski kotlini skupaj z 8 km oddaljenim Kamnikom, 10 km oddaljeno Ljubljano in 20 km oddaljenim Kranjem. Predmestne občine oz. okoliška naselja so še Trzin, Mengeš, Lukovica pri Domžalah in Moravče, Od Letališča Jožeta Pučnika so oddaljena 15 km.
Nadmorska višina mesta je 297 - 304 m, mestni grič Šumberk pa leži na 358 m.n.v.

### Vode
Mesto pretežno leži na desnem bregu Kamniške Bistrice, največje reke v mestu, ki se na območju Dola pri Ljubljani izliva v reko Savo. Je najbolj urbanizirana reka v Sloveniji, zaradi mnogih poplav je bila regulirana leta 1973.
Okoli mesta tečejo manjši potočki, ki se vse izlivajo v Kamniško Bistrico, med njimi tudi Mlinščica, ki je umetno ustvarjen industrijski kanal. Ime je dobila po številnih kmečkih mlinih, ki jih je poganjala voda.

### Geološke značilnosti
Kotlino od Homca do Mengša je v pleistocenskem obdobju z erozijsko silo oblikovala Kamniška Bistrica s svojimi pritoki. Holocenski nanosi so povsem prekrili dolino in izoblikovali ravnino.

## Znamenitosti

### Menačenkova domačija
Je značilna kmečko – obrtniška hiša. Zgrajena je bila leta 1898 na pogorišču prejšnje lesene zgradbe.

### Slamnikarski muzej Domžale
Muzej prikazuje razvoj slamnikarstva na Domžalskem. V njem je zbirka slamnikov, pletenih kit in orodij za izdelovanje slamnikov. Domžalske slamnike so v 18. in 19. stoletju izvažali v mnoge evropske države, naprodaj so bili tudi v ZDA.

### Parki v Domžalah
- Češminov park je na 2 ha veliki površini v osrčju mesta. Na tem prostoru se prirejajo razne prireditve.
- Občinski park je manjši park ob stavbi Občine Domžale in Upravne enote.
- Park državnosti je manjši park v Srednjih Jaršah. Tu se nahaja spomenik knežjega kamna.
- Kamniška Bistrica: Zelena os regije poteka vse od Kamnika pa do Dola pri Ljubljani na bregovih reke Kamniške Bistrice, ki je najbolj urbanizirana reka v Sloveniji.
- 88 lip je eden najstarejših parkov, posvečen Titu. Je znotraj Zelene osi.
- Šumberk je grič z nadmorsko višino 358 metrov ob Zeleni osi. Tu sta manjši kraška jama, imenovani Dolga jama in Podreška jama. Po Šumberku vodi tudi Gozdna učna pot Šumberk in trim steza.
- Grobeljski drevored je nekoč vodil do gradu in cerkve. Do tod vodijo tudi poljske poti in sprehajališča iz Trzina in Mengša. Sedaj namesto gradu tu stoji fakulteta, cerkev, do katere vodi drevored, pa je znana po svojih freskah.
- Domžalska spominska pot vodi po poteh bivše Mestne občine Domžale.

### Gradovi na Domžalskem
- Grad Krumperk
- Grad Črnelo
- Grad Češenik

### Kraške jame
- Dolga jama se nahaja na gozdni učni poti Šumberka.
- Podreška jama se nahaja na gozdni učni poti Šumberka.
- Železna jama je 60 m dolga jama, na Gorjuši, urejena je za obiskovalce.

Jamarski dom na Gorjuši hrani muzejsko zbirko, tu so razstavljeni jamski hrošči, kapniki, mah in glive, ki jih je zbiral Simon Robič.

### Cerkve
- Cerkev Sv. Mohorja in Fortunata v Grobljah je znana po freskah, ki jih je naslikal znani slovenski slikar Franc Jelovšek
- Cerkev Marije vnebovzete je bila zgrajena v 16. stoletju na majhnem griču Goričica. Tabor jo je varoval pred turškimi vpadi, danes se po njem imenuje četrt Tabor, kjer se cerkev nahaja.

SPB
- Je stanovanjski in poslovni objekt, v kateri se nahajajo stanovanjske nepremičnine, male trgovince, poslovni prostori, davčni in geodetski urad, banka (Delavska hranilnica) in še veliko drugega. Stanovanjski prostori SPB so bil v bivši Jugoslaviji namenjeni za družine z manjšimi dohodki in socialno šibkim.

Tržnica Domžale
- Tržnica Domžale se nahaja v samem centru mesta, kjer vsak vikend kmetje iz okoliških kmetij prodajajo svoje dobrote. Poleti se na tržnici odvija t.i. Odprta kuhinja, kjer gostinci in kuharji iz različnih držav pripravljajo tradicionalne jedi. Pozimi pa se parkirišče zraven tržnice spremeni v odprto koncertno prizorišče, kjer se odvijajo koncerti z znanimi glasbeniki in glasbenimi skupinami.

Kulturni dom Franca Bernika
- Kulturni dom Franca Bernika DomžaleJe kulturni center v Domžalah, narejen v spomin in čast Franca Bernika, ki je bil učitelj, kulturni delavec in zgodovinar. V kulturnem domu se prirejajo številni dogodki, kot so gledališke predstave, koncerti, razstave, filmske projekcije in druge kulturne aktivnosti. Je dom, ki časti ljubitelje kulture in umetnosti.

## Izobraževanje
V mestu je 7 osnovnih šol, v Stobu je Osnovna šola Venclja Perka, v centru stoji Osnovna šola Domžale, na Rodici sta Osnovna šola Rodica in Osnovna šola Roje, v Preserjah je Osnovna šola Preserje pri Radomljah, v Dobu Osnovna šola Dob in v Dragomlju Osnovna šola Dragomelj.
Srednja šola Domžale ima dve enoti: gimnazijo ter poklicno in strokovno šolo. Obe sta v središču mesta.
Pri Domžalah ima sedež tudi visokošolska ustanova - Oddelek za zootehniko Biotehniške fakultete v Ljubljani na Rodici.
V Stobu pa ima svoje prostore Glasbena šola Domžale.

## Šport in rekreacija
Športno mesto
V Domžalah je zelo razvita športna dejavnost, v ospredju pa sta Nogometni klub Domžale in Košarkarski klub Helios Domžale.
Košarkarska zgodba se je začela pisati po 2. svetovni vojni, klub že vrsto let sodeluje v Jadranski ligi. Nogometaši so svojo pot začeli leta 1921, vrhunec pa doživeli v sezonah 2006/2007 in 2007/2008, ko so dvakrat zapored osvojili naslov državnih prvakov. 
Športni park - Martin Krpan
V domžalskem športnem parku se nahaja Kopališče Domžale, teniško igrišče Ten-Ten, več nogometnih igrišč, zunanje košarkarsko igrišče,skate park, pozimi pa tudi drsališče. Poleg se nahaja tudi nogometni in atletski stadion Domžale.
Športna dvorana Domžale
Košarkarski klub Helios Domžale ima dvorano v centru mesta, v Športni dvorani Domžale.
Drugo
V okolici se nahajajo tudi šole jahanja, priljubljeno je jahanje lipicancev v okolici gradu Krumperk. Prenovljena je tudi rekreacijska os ob Kamniški Bistrici s fitnesi na prostem, trim stezo in gozdno učno potjo na bližnjem Šumberku. Enkratna priložnost za kratek izlet v naravo je obisk poučne okoljske poti Blata Mlake, ob bajerju Černelo v Radomljah.
V sklopu Arboretuma Volčji Potok so na voljo tudi golf igrišča.

## Mediji
Časopisi
Domžalski lokalni časopisi so Slamnik (občinsko glasilo), Domžalske novice, Domzalec.si, časopis Domžurnal pa izhaja za več občin v regiji.
Radio
Radijska postaja v mestu je Radio Hit, danes znan po celotni državi.
Blizu Štude se nahaja tudi danes izklopljeni srednjevalovni radijski oddajnik, pred leti pa so nameravali na to mesto prestaviti stavbo RTV Slovenije.

## Promet
Železniška postaja
Domžale so z občinami Trzin, Kamnik in Ljubljana povezane z železniško progo Kamnik - Ljubljana. 
Avtobusna postaja
Podjetje Arriva upravlja z medkrajevnimi linijami do okoliških občin Trzin, Mengeš, Moravče, Lukovica, ter do občin Kamnik, Gornji Grad in Ljubljana.
Z redno medkrajevno linijo Ljubljana - Zagorje, s katero upravlja podjetje Integral Zagorje, je mesto povezano tudi z Zasavjem.
Mesto je povezano tudi z redno medregionalno linijo Murska Sobota - Maribor - Celje - Ljubljana - Postojna - Koper - Piran in linijo Ljutomer - Maribor - Celje - Ljubljana - Postojna - Ajdovščina - Nova Gorica.
Štajerska avtocesta
Mesto je povezano s štajersko avtocesto Maribor - Ljubljana. Avtocestni izvoz Domžale se nahaja v naselju Zaboršt, v fazi načrtovanje je tudi novi avtocestni izvoz Domžale-Študa, ta še bližje centru, nahajal se bo v naselju Študa.

## Ustanove v Domžalah
- Kulturni dom Franca Bernika Domžale
- Kulturni dom Toma Brejca
- Knjižnica Domžale
- Zdravstveni dom Domžale
- Dom upokojencev Domžale
- Pošta Domžale
- Hala KC Domžale
- Upravna enota Domžale

## Mednarodno povezovanje
Domžale sodelujejo z mesti iz različnih delov sveta. Pobratena je z naslednjimi:
- Koprivnica
- Euclid
- Ruti

## Znane osebnosti
- April, slovenska pevka
- Aci Bertoncelj, pianist in glasbeni pedagog
- Matjaž Brojan, novinar in publicist
- Eva Černe, pevka
- Neža Drobnič, pevka in televizijska napovedovalka
- Alenka Gotar, pevka
- Špela Grošelj, pevka
- Franc Habe, agronom
- Katarina Habe, pevka
- Stane Habe, glasbeni pedagog
- Tomaž Habe, skladatelj in glasbeni pedagog
- Toni Dragar, župan Občine Domžale
- Nenad Jovičić, filmski snemalec
- Janez K. Lapajne, geofizik in seizmolog
- Janez Lapajne, režiser
- Veronika Podgoršek, psihoterapevtka, pisateljica, kolumnistka, predavateljica
- Daniel Popovič, pevec
- Aiken Veronika Prosenc, filmska producentka
- Adam Ravbar, baron
- Franc Rode, nadškof in kardinal
- Karmen Stavec, pevka
- Stane Stražar, kronist, publicist in društveni delavec
- Alenka Strnad, radijska voditeljica
- Martina Šraj, pevka
- Vera Terstenjak Jovičić, slikarka
- Gregor Virant, politik, minister za notranje zadeve in javno upravo
- Saša Vuga, pisatelj, dramaturg in scenarist
- Cvetka Zalokar Oražem, političarka, poslanka in književnica
- Tanja Zajc Zupan, citrarka
- Mara in njene pevke
- Marko Žerovnik, geograf in kartograf, ravnatelj, potopisec, pisatelj in pesnik